# 桃ふじ
桃ふじ（ももふじ、10月23日 - ）は、日本のアートクリエイター、YouTuber、タレント。
海外ではFUJIKKO名義で活動している。愛称はふじっこ、ももちゃん、桃ちゃん。
文化女子大学短期大学部服装学科ファッションクリエイティブコース卒業（現・文化学園大学短期大学部）。

## 来歴

### 生い立ち
2013年10月、短大在学中にソーシャルサービス「Google+」と女性向けファッション誌「CanCam」(小学館)が初めて共同で行った「CanCam新世代モデルオーディション」で応募総数2万通以上の中からグランプリの3人に選ばれた。新世代モデルとして誌面へ載りながら、ライターとしての雑誌編集やイラストレーターとしての挿絵制作も行った。

### YouTube開始後
元々日本向けに自作のアニメーション動画「わがはいはヌコ！」などを投稿していたが、2015年7月から始めた自身が出演する海外向けのサブアカウントが開設半年で累計再生回数100万回突破した。サブアカウントは動画コンテンツの海外最新トレンドとしてリアクト動画で再生回数を伸ばし、欧米のユーザーからの支持も厚い。

## 人物
新世代モデルオーディションにおいてグランプリを受賞する際、当時の井亀真紀編集長に「クレイジーのCでCanCamをCreateしましょう」と言われている。また、当時は肩やブーツの上に自作の人形などを乗せており注目が集まった。
理由は不明だが、近年になって初めて実父と面会している。

## 主な作品
- テレビ東京
  - 『ウソのような本当の瞬間 30秒後に絶対見られるTV 』(解説イラスト・似顔絵、2017年2月21日)
  - 『ウソのような本当の瞬間 30秒後に絶対見られるTV 』(解説イラスト、2017年12月31日)

- セブン＆アイ出版
  - 『ザ・ベスト・オブ・シェフ・ 50 vol.1』(表紙絵、2016年6月10日)
  - 『極上レストラン2017年版』「ワインの百識」(挿絵、2016年11月14日)
- 富士フイルム  『写プライズ』「恋人にバレンタイン写プライズ」（イラスト、2015年12月18日）
- 成美堂出版 - 『大人のレストラン ニューオープン2015』（表紙絵、2015年12月18日）
- 小学館
  - 『CanCam』
    - 「夢」（挿絵、2014年4月号）
    - 「秋は、朝食女子♥でいこう! 」（挿絵、2014年11月号）
    - 「この秋の朝食♥おしゃれ会議」（挿絵、2014年11月号）
    - 「CanCam女子の"ザ・平均BOOK„」（挿絵、2014年10月号）
    - 「TKGの季節です♥」（挿絵、2014年10月号）
    - 「展示会って、どんなもの？」（挿絵、2014年9月号）
    - 「LOVE=LIFE 「いつか彼と”住む”ということ」」（挿絵、2014年5月号）
    - 「かわいめ♡大学生 VS キレイめ♥OLのワンピ×コートで冬デート、こんなことします！」（挿絵、2014年12月号）
    - 「"女の子チェスター" "女の子ノーカラー" "女の子ダッフル"でしょ！ おしゃれ♡インスタ７６」（挿絵、2014年12月号）
    - 「男の子が"ギュッと♥したくなるニット49"」（挿絵、2015年1月号）
    - 「コレクル － ”2015年★春、きっとこれがくる！！」（挿絵、2015年3月号）
    - 「おしゃれなあの人の"気合い度"別ワンピはコレ！」（挿絵、2015年4月号）

  - 『WomanInsight』
    - 「男子に聞いた！女子に着てほしくない「冬のコート」1位は今流行りの意外なアレ！」（イラスト、2016年11月16日）
    - 「【今日のインサイト】9月11日は公衆電話が初登場した日！ちなみに「デュエットフォン」って知ってますか？」（イラスト、2014年9月11日）
- ワーナーミュージック・ジャパン 『chay 「Wishers」』、『CanCam × chay 「Wishers(初回完全生産限定版)」』（裏ジャケット・歌詞カード・CDイラスト、2014年11月12日）

## 出演

### テレビ
- 日本テレビ - 『SENSORS』（2016年6月13日）
- TVatushi - 『日本国憲法TV 』（2016年10月31日 - 2016年11月4日、11月14日 - 11月18日、12月12日 - 12月16日、2017年 1月5日 - 1月6日、1月16日 - 18日）
- 日本テレビ - 『PON!』（2013年11月25日)

### モデル
- 小学館 - 『CanCam』（CanCam新世代モデル[2]、2014年2月号 - 2015年3月号）
- オフライン株式会社 - 『AirTalk』（イメージモデル、2015年5月 - ）
- 健康コーポレーション株式会社 - 『Auntie Rosa』（ファッションモデル、2015年7月 - ）
- ソフトバンクグループ株式会社 - 『クラッシュオブクラン』
- 株式会社セドナエンタープライズ - 『脱毛ラボ』
- 株式会社エイチ - 『eichiii』（イメージモデル、2015年8月3日 - ）
- 東京カレンダー株式会社 - 『東京カレンダー』「美女ドライブ」（モデル、2016年9月26日）

### ファッションショー
- SGC SUPER LIVE公式日本事務局 - 『SEOUL GIRLS COLLECTION』(2016年9月24日)

### イベント
- ファーウェイ・ジャパン（華為技術日本株式会社） 
  - 『HUAWEIMateBook新商品発表会』ゲスト出演、ライブペイント（2016年7月15日）[6]
  - ヨドバシカメラ秋葉原デモンストレーションイベント(ライブペイント)　[7]
- 株式会社スリーミニッツ- 『SENSORS IGNITION』「インフルエンサーマーケティング2016」（出演、2016年3月28日）
- 株式会社ドワンゴ - 『ニコニコ超会議』「松竹寺」（出演、2015年4月）
- ユメノソラホールディングス株式会社– 『AKIBAPOP』「なりソン♪グランプリ」（メインMC、2016年8月11日)

### ラジオ
- ソラトニワFM 銀座 - 『Julie Watai HARDWARE GIRLS RADIO』（2015年3月21日）

## その他の活動
- 2006年、株式会社アーベル - 『ぷりサガ! PORTABLE』(PSP)・『ぷりサガ! 〜プリンセスを探せ!〜』(PS2)でジャスミン＝ローザのシナリオを奈美平のペンネームで制作。
- 2015年、『OCEANS』(広告ページデザイン)制作。
- 2016年、LINEスタンプ『今日のデス彦』制作。